# ザ・カブキ
『ザ・カブキ』（英語: The KABUKI）は、フランスの振付家モーリス・ベジャールが歌舞伎『仮名手本忠臣蔵』を題材として、佐々木忠次の率いるチャイコフスキー記念東京バレエ団（以下「東京バレエ団」）のために振り付けたバレエ。2幕9場で構成され、上演時間は約2時間。
黛敏郎がこのバレエのために書いた音楽は、管弦楽、下座音楽（げざおんがく）、電子音楽などを組み合わせたもので、四十七士全員が切腹するラストシーンでは、黛が1958年に作曲した『涅槃交響曲』の終楽章が使われている。
1986年 4月に東京で初演された後、パリ･オペラ座、ミラノ・スカラ座などヨーロッパの主要都市の劇場で上演され成功を収めた。以来、同バレエ団専用のレパートリーとして国の内外で再演が繰り返されており、ベジャールの追悼公演（2008年、ローザンヌ）、佐々木の追悼公演（2016年、東京）においても本作品が上演されている。

## ベジャールと日本文化

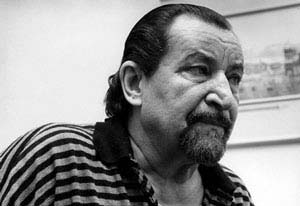
ベジャール（1988年）

『ザ・カブキ』は、日本の伝統文化である歌舞伎の演目が外国人の手によってバレエ化された作品であり、初演時には「安易なジャポニズム」といった批判も一部に見られた。しかし、振付・演出を手がけたモーリス・ベジャールは、哲学者である父親ガストン・ベルジェの影響などもあり、世界中の文化に興味を持ち、日本、中国、インドなど東洋の文化にも精通していた。
ベジャール自身はイスラム教シーア派に改宗したが、フランスで活動した曹洞宗の僧、弟子丸泰仙（でしまる・たいせん）のもとで禅について学び、「座禅は私が舞踊で求めているものすべてをもたらしてくれた」と語る一方、自ら禅の指導も行っていた。
ベジャールは、日本映画では溝口健二の『雨月物語』、黒澤明の『生きる』、市川昆の『ビルマの竪琴』など、文学では川端康成や三島由紀夫の作品を愛好した。特に三島には強く傾倒しており、そのつながりから『葉隠』にも共感を示していた。『ザ・カブキ』の初演時のスタッフは、四十七士全員が切腹するラストシーンに『葉隠』からの影響を感じている。
また、ベジャールは日本の古典芸能にも関心を持っており、初めて日本の伝統音楽を聴いたときのインパクトを『春の祭典』を聴いたときと同じくらいだったと表現している。
ベジャールは公演で来日した際には伝統音楽のレコードを買いあさり、劇場にも足を運んで伝統芸能のステージを鑑賞した。中でも日本の文楽については「世界の演劇の最高の形式」と高く評価している。1973年に作曲家ピエール・ブーレーズの『ル・マルトー・サン・メートル（主のない槌）』に振付けた際には、黒衣（くろご・黒子）に着想を得た、黒い衣裳に覆面をつけたダンサーを登場させており、『ザ・カブキ』においても、『仮名手本忠臣蔵』が文楽に由来することを踏まえて、黒衣に演出上の重要な役割を与えている。
なお、フランスでは本格的な歌舞伎の上演は1965年にパリのオデオン座において初めて行われた。その演目には『仮名手本忠臣蔵』が組まれており、ベジャールもこの舞台を見ていたものと推測されている。
このようなバックボーンを持つベジャールは、『ザ・カブキ』において表現したかったことを「忠誠心」であると語っている。
ただし、後年にベジャールは次のようにも語っている。

## 主な登場人物
※歌舞伎におけるフルネームを（）内に記載してある。
- 由良之助（ゆらのすけ、大星由良之助）
  - バレエの主人公。塩冶家の家老であり、切腹させられた主君の仇を討つリーダーとなる。大石内蔵助がモデル。
- 塩冶判官（えんやはんがん）
  - 由良之助の主君。殿中で抜刀した咎により切腹を命じられる。浅野内匠頭がモデル。
- 顔世御前（かおよごぜん）
  - 塩冶判官の妻。ベジャールは彼の中の観音のイメージによって顔世御前の踊りを振り付けた[18]。
- 師直（もろのう、高師直）
  - 足利尊氏の執権。顔世御前に横恋慕し、塩冶判官を挑発して破滅に追いやる。 吉良上野介がモデル。メイクには歌舞伎の隈取が取り入れられている[19]。
- 伴内（ばんない、鷺坂伴内）
  - 師直の手下。由良之助の動向をスパイしていたが発見されて殺される。歌舞伎では小さな役であるが、ベジャールは伴内をシェークスピアの『オセロ』における悪役イアーゴーに近い存在として大きく扱っており[18]、狂言回し的に随所に登場する[20][注 4]。
- 勘平（かんぺい、早野勘平）
  - 塩冶判官のお伴の若侍。恋仲のおかると逢瀬を楽しんでいて主君の大事に遅れをとる。おかるの父を殺したものと勘違いして自殺する。
- おかる（お軽）
  - 顔世御前の腰元。 祇園の「一文字屋」に身売りされて遊女となる。ベジャールはおかると勘平の「人間的な愛」を、作品全体で扱う「精神的な愛」と対比させている[18]。
- 定九郎（さだくろう、斧定九郎）
  - 塩冶家の家臣であったが、お家没落後に盗賊となる。おかるの父与市兵衛を殺して金を奪うが、直後に勘平に猪に間違えて撃たれて死ぬ。
- 与市兵衛（よいちべえ）
  - おかるの父。定九郎に殺される。
- おかや
  - 与市兵衛の妻、おかるの母。
- 直義（ただよし、足利直義）
  - 足利尊氏の弟。
- お才
  - 一文字屋の女将。
- 力弥
  - 由良之助の息子。

## バレエのストーリー
歌舞伎『仮名手本忠臣蔵』は、江戸時代の元禄年間に起こった赤穂事件を脚色したものだが、幕政批判につながりかねない内容であったため、時代設定を『太平記』に描かれた室町時代初期に移して足利直義、高師直などの実在の人物を登場させた上で、大石内蔵助（おおいし・くらのすけ）を「大星由良之助」（おおぼし・ゆらのすけ）と改名したり、浅野内匠頭を、赤穂の名産である塩に因み「塩冶判官」としたりするなどして赤穂事件を仄めかしている。また、作品中に登場する切腹や遊廓をはじめとする風習や文化は江戸時代のものである。
歌舞伎は全11段から構成され、全てを上演すると3日間程度かかる長大なものだが、バレエでは外伝のエピソードも取り入れつつ約2時間に凝縮し2幕9場に構成している。また、現代と歌舞伎の世界を二重写しに表現する工夫がなされている。
以下、バレエに挿入される義太夫の出典は（一部加工）。

### 第1幕

#### プロローグ
電子音とともに幕が開くと現代の渋谷・原宿。舞台上に置かれている多くのテレビの画面には様々な映像が映し出されている。若者たちが電子音楽のロックに合わせて踊っていると黒衣（くろご）が現れ、舞台の中央で一振りの日本刀を差し出す。その瞬間に舞台はテレビの画面は一斉に日の丸を映し出し舞台は暗転。若者のリーダー1人と日本刀が残される。若者が日本刀を手に取ると、どこからともなく三味線に乗った『忠臣蔵』の義太夫が聞こえてくる。

#### 第1場　兜改め
義太夫「頃は暦応元年二月（きさらぎ）下旬。足利将軍尊氏公、国に羽（は）をのす鶴が岡八幡宮御造営成就し、御代参として御舎弟足利左兵衛督（さひょうえのかみ）直義（ただよし）公、鎌倉に下着（げちゃく）なりければ、在鎌倉の執事高（こうの）武蔵守（むさしのかみ）師直（もろなお）、御膝元に人を見おろす権柄眼（けんぺいまなこ）。御馳走の役人は、伯州の城主塩冶判官高定（たかさだ）、馬場先に幕打ち廻し、威儀を正して相詰むる･･･」

定式幕

若者のリーダーは室町時代の鶴岡八幡宮にいた。そこに、足利直義（足利尊氏の弟）と執事師直、直義を供応する塩冶判官たちが入場する。直義は滅ぼした新田義貞の兜を奉納するため、かつて義貞に仕えていた顔世御前（塩冶判官の妻）を召し出し、数ある兜の中から義貞の兜を選ばせる。
顔世御前はレオタードの上に打掛という衣裳であり、顔世御前が踊る場面では黒衣が打掛の裾を持って動かしたり、脱着を補助したりする。
義貞の兜が選ばれ儀式が終わると、師直はかねてから横恋慕していた美しい顔世御前に言い寄るが拒絶される。現代から紛れ込んだ若者は一部始終を傍観し、シーンの最後に定式幕を引く。

#### 第2場　おかる、勘平
義太夫「風が持てくる柳蔭（やなぎかげ）。その柳より風俗は、負けぬ所体の十八九、松の緑の細眉も、堅い屋敷に物馴れし、奇特（きどく）帽子の後ろ帯・・・」
幕の前を「現代のおかる」「現代の勘平」のカップルが通り過ぎる。幕が開くと直義を饗応する館の門前で、塩冶判官の家来勘平と顔世御前の腰元おかるが逢引の最中である。そこに師直の部下伴内が現れ恋路の邪魔をする。現代の若者はその様子を見ている。

#### 第3場　殿中松の間
義太夫「脇能過ぎて御楽屋に鼓（つづみ）の調べ太鼓の音。天下（てんが）泰平繁昌の寿（ことぶき）祝う直義公、御機嫌ななめならざりける。程（ほど）もあらさず塩冶判官、御前へ通る長廊下。師直呼びかけ･･･」
舞台は館の内の松の間、顔世御前につれなくされた師直は塩冶判官を侮辱し挑発する。怒り心頭となった塩冶判官は殿中であるにもかかわらず抜刀し師直に切りかかるが、控えていた者共に羽交い絞めにされる。
義太夫「立ち騒ぐ、表御門裏御門、両方打ったる館の騒動、提灯ひらめく大騒ぎ。早野勘平うろうろ眼（まなこ）走り帰って裏御門、砕けよ破（わ）れよと打ち叩き大声声（だいおんじょう）･･･」
舞台上の人物が静止画のように動きを止める。勘平が慌てて駆けつけるが門が閉ざされ館の中に入れない。逢引にうつつを抜かして主君の一大事に遅れをとったことを勘平は激しく悔やみ、館の中の塩冶判官に心から詫びる。
背景に東海道の風景が描かれた幕が引かれると勘平とおかるの道行（みちゆき）の場面となる。失意の勘平はおかるの郷里である山崎に落ちのびて行くが、またもや伴内が現れて勘平・おかるに絡む。

#### 第4場　判官切腹

浅野家の家紋

殿中での刃傷事件を起こした塩冶判官は切腹・お家断絶を言い渡される。
舞台上には塩冶判官のモデルである浅野内匠頭の家紋「丸に違い鷹の羽」が描かれた衝立が並んでおり、舞台の中央には白装束の塩冶判官が座し、その後ろに桜の枝をもった顔世御前が佇んでいる。
作法にのっとり切腹する塩冶判官の元に現代から紛れ込んだ若者が駆けつける。死に行く塩冶判官は若者に無念を晴らすよう耳打ちすると自ら首をかき切り息絶える。判官が切腹に使った短刀を手にすると、それまで傍観者であった若者の人格は、塩冶家の家老由良之助と一体化する。
太鼓の音とともに白地に血痕の模様が書かれた幕が下がり、その幕前で伴内が踊る。

#### 第5場　城明け渡し
| ゑ | あ | や | ら | よ | ち | い |
| ひ | さ | ま | む | た | り | ろ |
| も | き | け | う | れ | ぬ | は |
| せ | ゆ | ふ | ゐ | そ | る | に |
| す | め | こ | の | つ | を | ほ |
|    | み | え | お | ね | わ | へ |
|    | し | て | く | な | か | と |

| ゑ | さ | け | ゐ | つ | わ | と | い |
| ひ | き | ふ | の | ね | か | ち | ろ |
| も | ゆ | こ | お | な | よ | り | は |
| せ | め | え | く | ら | た | ぬ | に |
| す | め | て | や | む | れ | る | ほ |
|    | し | あ | ま | う | そ | を | へ |

白地に血痕の幕が落とされると今度は「いろは四十七文字」が書かれた背景が現れる。「四十七士」につながる「いろは四十七文字」は、7字ずつ配列すると「とがなくてしす（「咎なくて死す）」という言葉が浮かびあがるが、ベジャールはあえて6字ずつ配列し、左隅に1字分の空白を残すデザインにした。
伴内は塩冶家の断絶に満悦し下座音楽を伴奏としたソロを踊る。伴内が手を叩くと腰元たちが入場し、2人で1枚の打掛に手を通す独創的な振付で踊る。
そこに顔世御前が憔悴した様子で現れ、腰元を連れて屋敷を去る。
鼓の音とともに場面が切り替わると、由良之助と塩冶家の家臣たちが集まっている。彼らは主君の仇を討つ意志を確認し連判状に血判を押す。このシーンでは舞台を横切る長い連判状が登場し、その後方に並んだ家臣たちがウェーブのように次々と血判を押す演出が行われる。
由良之助のソロ。家臣たちは由良之助の周りに集まり掛け声とともに見得を切ると定式幕が引かれる。

#### 第6場　山崎街道
義太夫「立ち出ずる、鷹は死しても穂は摘まずと、たとえに洩れず入る月や、鉄砲雨のしだらでん、晴れ間をここに松の蔭（かげ）…」
義太夫を伴奏に伴内がソロを踊る。幕が開くと雨の夜の山崎街道。
両手に木を持ったダンサーたちが山の木々や街道を表現する。
おかるの父与市兵衛は、勘平が仇討ちに加わる資金とするため、おかるを祇園の「一文字屋」に身売りした。前払いの半金を受け取って夜の山崎街道を帰宅する途中、与市兵衛はかつて塩冶家の家臣であった定九郎に襲われ、命と財布を奪われてしまう。襲撃に成功した定九郎は喜びを歌舞伎における六方の動きで表現する。
一方、猟師として生計を立てていた勘平は鉄砲で猪を狙うが、誤って定九郎を撃ち殺してしまう。勘平は猪ではなく人間が倒れていることに驚くものの、その懐に大金が入った財布があることを発見するとこれを横領してしまう。偶然にも舅の仇を討ち、自分のために与市兵衛が用立てた金を取り返したことを知らないまま、勘平は身を寄せているおかるの生家に帰る。
なお、勘平が登場するシーンでは歌舞伎に使われるものに似せた猪の着ぐるみが登場する。この猪は、江戸時代の川柳で「五段目で　運のいいのは　猪（しし）ばかり」（山崎街道が出てくる歌舞伎の「五段目」では、命を狙われた猪が生き延びて、他の登場人物が全員不幸な結末になることに基づいている）と歌われたものであり、歌舞伎を知っている者には嬉しいベジャールのサービスである。
義太夫「所も名に負う山崎の小百姓与市兵衛が埴生（はにゅう）の住家（すみか）。今は早野勘平が浪々の身の隠れ里。駕籠を舁（か）かせて急ぎ来るは祇園町の一文字屋（いちもんじや）･･･
シーンが切り替わりおかるの家。一文字屋の女将お才が迎えに来ている。帰ってきた勘平はおかるとの別れを悲しむが、お才は残りの金が入った財布を渡し、おかるを駕籠に乗せて祇園に運ばせる。そこに与市兵衛の亡骸が運ばれてくる。一文字屋が置いていった財布と勘平が持っていた財布が同じ柄であったことから、おかるの母おかやは勘平が与市兵衛を殺したものと思い責める。勘平自身も闇の中で殺めた相手が与市兵衛であったと信じ込んでしまい、自責の念に耐え切れずその場で切腹する。
そこに現れた由良之助は死んだ勘平の手をとり、仇討ちの連判状に勘平の血判を連ねさせてやる。由良之助は悲劇を乗り越えて仇討ちの決意を固めていく。ここで由良之助が踊るソロは7分間にもおよぶ長大なものである。

### 第2幕

#### 第7場　一力茶屋
拍子木の音で幕が開くと、祇園の一力茶屋（いちりきぢゃや）の艶やかな場面となる。由良之助は仇討ちの意思を隠蔽するために酒色にふけっており、その様子を伴内が密かに偵察している。
義太夫「月の入る、山科よりは一里半、息を切ったる嫡子力弥。内を透かして正体なき父が寝姿、起こすも人の耳近しと、枕許（まくらもと）に立ち寄って、轡（くつわ）に代わる刀の鍔音（つばおと）、鯉口（こいぐち）ちゃっと打ち鳴らせば･･･」
そこに由良之助の息子力弥が到着し、仇討ちに関する密書を由良之助に届ける。
義太夫「折に二階へ、勘平が妻のおかるは酔い醒まし、はや郭（さと）馴れて吹く風に…」
一力茶屋の二階には遊女となったおかるが偶然居合わせ、手鏡を使って由良之助の密書を覗く。一方、伴内は床下に潜り込んで密書を盗み読むが由良之助に気付かれ殺される。その後の由良之助とおかるのデュエットでは、黒衣（くろご）によって由良之助とおかるは操り人形のように動かされるが、これはベジャールが『仮名手本忠臣蔵』の原点である文楽を意識するとともに、運命に翻弄される人間を表現したものである。
由良之助は遊女となったおかるを憐れみ、その身を案じる。定式幕が引かれて一力茶屋の場が終わる。

#### 第8場　雪の別れ
第8場は忠臣蔵の外伝「南部坂雪の別れ」に基づいている。
幕前を顔世御前が歩んでいく。その後ろでは赤い褌姿の「憂いの男たち（「浮かばれぬ男たち）」の魂が悲痛な叫び声を上げる。
幕が開くと雪の夜、由良之助は最後の別れを言うために顔世御前のもとを訪れる。顔世御前は塩冶判官の仇を討つよう由良之助に懇願するが、由良之助は計画が漏れることを警戒して顔世御前に対しても真意を明かせない。
第4場「判官切腹」の音楽が再現されると、死者の面をかぶった塩冶判官の亡霊が現れ、あらためて由良之助に無念の思いを伝える。
失意の顔世御前が「波の精」に囲まれて退場すると、音楽のクライマックスに合わせて雁木模様の火事装束を着た塩冶浪人たちが舞台の両脇から続々と走り込み、三角形の隊列で整列し抜刀する。

#### 第9場　討ち入り
雪の夜、勢揃いした四十七人の塩冶浪人は由良之助を先頭に師直の屋敷に討ち入る。討ち入りからラストまでが本作品における最大の山場であり、男性ダンサーのみによる迫力ある群舞が繰り広げられる。

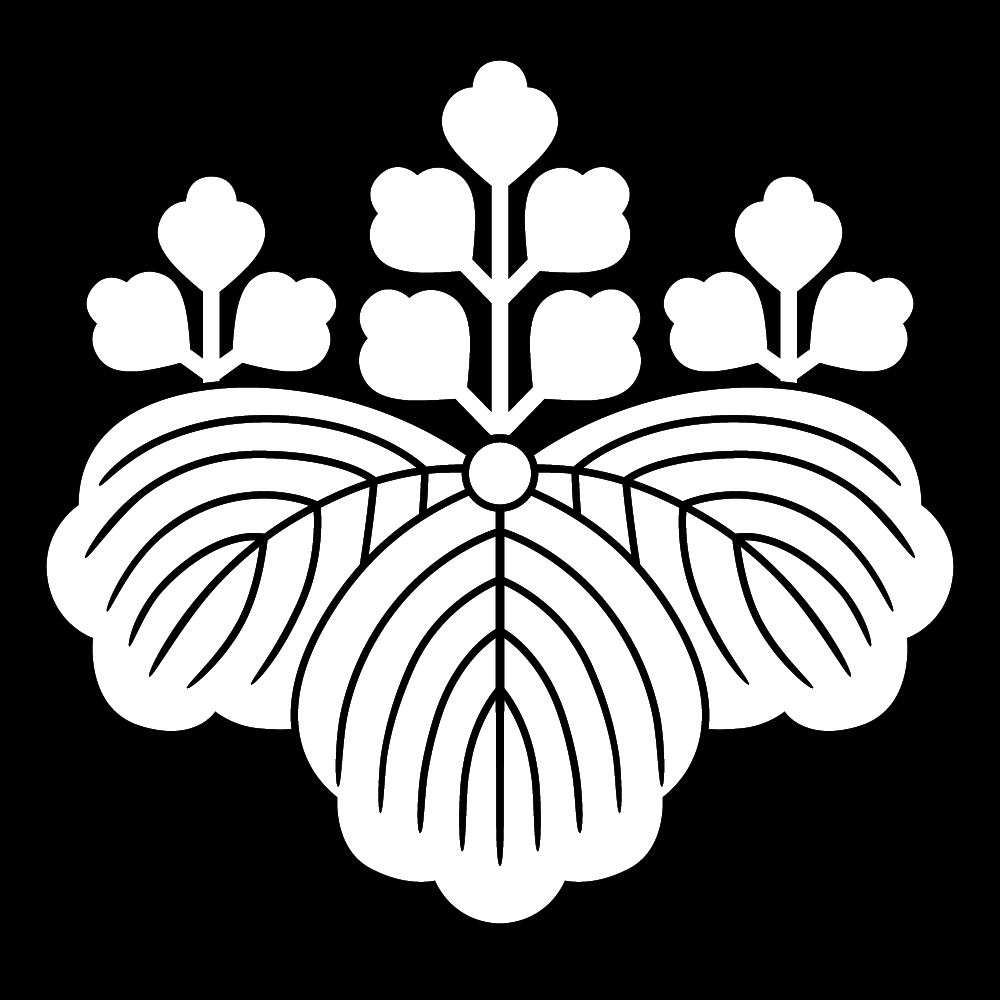
吉良家の家紋

音楽がパーカッションアンサンブルに変わり、由良之助が討ち入りの合図である陣太鼓を叩く。刀をもった由良之助のソロの後、師直のモデルである吉良上野介の家紋「五三の桐」が描かれた紙の衝立が立てかけられ、塩冶浪人たちが次々とこれを突き破る。
いったん四十七士が舞台から姿を消すと、塩冶判官の亡霊が闇の静寂の中に浮かび上がる。そして『涅槃交響曲』の第5楽章「カンパノロジーIII」の後半に合わせ、白装束に着替えた四十七士が再び登場する。塩冶判官の亡霊は由良之助が持って来た師直の首を受け取るといずこかへと消え去る。ここで音楽は『涅槃交響曲』の第6楽章に入る。
夜が白々と明ける中、本懐を遂げた四十七士は最後の踊りを舞う。朝日が昇ると一同は由良之助を先頭に整列して座し、揃って切腹して果てる。

## 制作の過程

### 制作決定まで
『ザ・カブキ』は、佐々木忠次がベジャール及び20世紀バレエ団（1960年創立）を日本に招聘する活動を積み重ねる中で委嘱された。
佐々木が東京バレエ団を創立したのは1964年のことで、その頃にはすでにベジャールは独自の振付による『春の祭典』（1959年）『ボレロ』（1961年）などの作品により注目されていた。
海外のオペラなどの来日公演を企画するインプレサリオ（興行主）でもあった佐々木は、1965年頃から20世紀バレエ団の招聘に向けて粘り強く交渉を続け、1967年に初来日を実現させた。
その後も1978年、1982年に同バレエ団を招聘し、その間には映画『愛と哀しみのボレロ』への出演でも知られる20世紀バレエ団のジョルジュ・ドンをソリストとして招き、自らが主宰する東京バレエ団とのコラボレーションによるベジャール版『ボレロ』の公演も実現させている。
これらの公演を通して佐々木とベジャールは親交を深め、1983年7月には東京バレエ団のダンサーにベジャールが振付を指導するまでになっていたが、佐々木が事あるごとに依頼し続けていた「東京バレエ団ためのオリジナル作品」
については、なかなか承諾が得られずにいた。
ところが、1983年11月29日に佐々木がベジャールが住むブリュッセルを訪れた折に、ベジャールは東京バレエ団のために作品を作ることを承諾した。ベジャールが自作の名場面をまとめた作品『エロス・タナトス』が念頭にあった佐々木は、「ストーリーのない、日本の歌舞伎の名場面集」のような作品を希望したが、ベジャールは歌舞伎『仮名手本忠臣蔵』のバレエ化を提案し、佐々木もこれを了承した。このときに『ザ・カブキ』というタイトルが決定した。なお、ベジャールは『フォーティ・セブン・サムライズ』という副題をつけることを望んだが、最終的にこれは実現しなかった。
ベジャールは、愛好する三島由紀夫の小説に基づくオペラ『金閣寺』を聴いて感銘を受けたことから、その音楽を担当した黛敏郎に『ザ・カブキ』のバレエ音楽を依頼することにした。また、美術・衣裳については1981年からベジャールに協力していたブリュッセル在住のポルトガル人美術家、ヌーノ・コルテ＝レアル（Nuno Côrte-Real ）に決まった。
12月14日の朝日新聞夕刊には『ザ・カブキ』の制作決定を伝える記事が掲載された。なお。記事中には実際には使われなかった副題が見られるほか、実際よりも半年早い初演が予定されていたことが分かる。

### ベジャールによる創造
佐々木と黛がパリを訪れベジャールと打ち合わせをおこなったが、ベジャールは台本についての詳細なプランは持っておらず、黛はまず自由に曲を作ることを求められた。黛は各シーンの始めに義太夫を入れ、三味線などによる下座音楽をオーケストラと併用することを提案し、ベジャールもこれに賛同した。
「セリフを用いずに歌舞伎のストーリーを音楽で表現する」という難題を乗り越え、黛は『仮名手本忠臣蔵』全十一段を短縮し2幕9場に構成し直した。なお、現代の東京から始めることや、ロックを使うというアイデアはベジャールによるものである。
バレエ音楽のレコーディングは邦楽部分から先に行われ、1985年12月28日に黛自身の指揮、東京シティ・フィルハーモニック管弦楽団によるオーケストラ部分の録音が終了した。同じ頃、ベジャールは『ザ･カブキ』振付のために来日しており、音楽のレコーディングにも立ち会った。
ベジャールは1984年末から正月を挟んで約1ヶ月日本に滞在し、この間に集中して『ザ･カブキ』の振付を行った。午前中にホテルで黛の音楽を聞いて振付の構想を固めてから午後からスタジオで振付を行うというものであり、ベジャールは振付を行いながら衣裳や美術に次々と注文を出し、音楽やストーリーさえも変更しながら作品を作り上げていった。
プロローグの若者たちの衣裳は試行錯誤の末に白のトレーナーに統一され、音楽については、第6場「山崎街道」のために用意していた管弦楽曲が丸ごと下座音楽に差し替えられ、余った「山崎街道」のための音楽は、討ち入りのバリエーションを踊る場面に転用されることになった。
ストーリーについては、当初は歌舞伎では九段目にあたる「山科閑居」が使われるはずであったが、振付の途中でベジャールは外伝「南部坂雪の別れ」と差し替えることにした。
また、四十七士の切腹シーンの前にはダンサー達が火事場装束から白装束に着替える必要があったが、その間を持たせるためにベジャールは原作にない塩冶判官の亡霊を登場させ、師直の首を持ってくる演出を加えた。
そのラストシーンも自体も大きく変更された。当初は、現代の世界から「忠臣蔵」の世界にタイムスリップした若者は、討ち入りを果たした後で再びプロローグと同じ現代の東京に戻り、昔の人々と現代の若者を対比させるという構造になる予定であった。ところが、全員が切腹するシーンを通し稽古で見たベジャールは感動のあまり涙を流し、現代には戻さずに切腹の場面でストーリーを終えることを決めた。
黛は討ち入りの場のために電子音楽を用意していたが、フィナーレの変更に伴いお蔵入りとなった。
ベジャールは黛の旧作を片っ端から聞きあさり、黛が1958年に作曲した『涅槃交響曲』の最終楽章（第6楽章）をバレエのフィナーレの音楽に使うことにした。

## 初演

### 当時の世相
『ザ・カブキ』は1986年4月16日に東京文化会館で初演され、さらに東京で2回、大阪で1回の計4回の公演が行われた。
この頃の日本では、 1984年に発表された丸谷才一の『忠臣蔵とは何か』や同年6月から『週刊朝日』に連載された森村誠一の『忠臣蔵』など、新しい「忠臣蔵」観を提唱する作品をきっかけとして「忠臣蔵ブーム」が起こっており、1985年の年末には日本テレビ系で2夜連続放映された時代劇『忠臣蔵』が高い視聴率を記録した。
『ザ・カブキ』初演を間近に控えた1986年4月12日付け朝日新聞の「時時刻表」欄は、「いまなぜか忠臣蔵」という見出しで『ザ・カブキ』の初演に触れている。
また、初演が行われた1986年4月中旬の日本では、4月8日にアイドルの岡田有希子が投身自殺をしたことをきっかけに、各地では後を追うように若者の自殺が相次いでいた。同時に、武士の象徴とみなされることもある桜は、東京においては4月10日に満開を迎えていた。
『ザ・カブキ』初演についてのレポートを『ル・モンド』紙に寄せたフランソワ・ヴェイエルガンスは、これらの状況とともに、初演のための総稽古を前に、東京バレエ団のダンサーたちが四十七士が祀られている高輪の泉岳寺に参拝したことを伝えている。

### 初演年の主要スタッフ
出典：。

#### スタッフ
- 総監督：佐々木忠次
- 演出・振付：モーリス・ベジャール
- 音楽：黛敏郎
- 美術：ヌーノ・コルテ＝レアル
- 芸術監督：溝下司朗
- バレエミストレス：友田弘子
- 所作指導：花柳芳次郎
- 照明：高沢立生
- 音響：市川文武
- 舞台監督：増田啓路
- 制作：広瀬勲

#### ダンサー
いくつかの役柄についてはダブルキャストとなっている。
- 由良之助：エリック・ヴ・アン（フランス語版）[注 38]/夏山周久
- 塩冶判官：津村正作/長瀬信夫
- 顔世御前：岩越千春/伊東奈美
- 勘平：長畑圭昭/上田忠男
- おかる：藤堂真子/田中洋子
- 師直：夏山周久／飯田宗孝
- 伴内：溝下司朗※芸術監督と兼任
- 直義：長瀬信夫/矢下実
- 定九郎：飯田宗孝/盛川耕

#### 演奏（録音）
- 浄瑠璃：五代目 豊竹呂太夫
- 三味線：鶴澤清治
- 下座邦楽構成：堅田喜三久
- 鳴物：堅田喜三久、田中佐幸、藤舎清晃
- 笛：鳳声晴光
- 三味線：杵屋栄津三郎、杵屋栄八郎
- 尺八：三橋貴風
- 指揮：黛敏郎
- 管弦楽：東京シティ・フィルハーモニック管弦楽団

### 初演に対する評価
初演に対する反応は賛否両論であり、ラストシーンの切腹シーンが集団自決のようだという批判もあった。しかし、どちらかと言えば歌舞伎をよく知っている人の方が、このバレエを好意的に見ていたとされる。
前述のフランソワ・ヴェイエルガンスによる『ル・モンド』紙上の記事「歌舞伎に飛翔するベジャール」（1986年5月18日・19日）は、ダンサーたちのレベルの高い踊りが観客を喜ばせ、判官の幽霊を登場させるなどのベジャールの工夫が日本人に高く評価され、日本人の中には終幕に感動して涙する者がいるとしながらも、文化の違いにより日本とヨーロッパでは全く異なった見方がされることを予測し、東京バレエ団はベジャールのネームバリューとエキゾチックなタイトル・テーマによりヨーロッパを席巻するだろうと、作品に普遍的な価値は積極的に見出していない。
同様に、4月21日付けの毎日新聞は、「欧州人に通じるか、死の美学」という見出しで、塩冶判官、勘平、四十七士が次々と切腹するこの作品の美学の真意がヨーロッパの人々に通じるのか、という不安を述べている。ただし、第6場「雪の別れ」における、塩冶判官の亡霊と顔世御前が由良之助に復讐を迫るシーンの緊迫感や、随所に登場する伴内の狂言回しぶりを「出色」と評価している。
一方、4月18日付けの朝日新聞夕刊は、「心理描写で本領発揮　ベジャール「ザ・カブキ」」と題し、特に後半部分の心理描写の見事さを高く評価し、ラストシーンは「死の美学を実演してみせるような幕切れ」と評している。
読売新聞は4月19日付け夕刊で大きく紙面を割き、『水戸黄門』などで知られ歌舞伎にも詳しい小説家 村上元三による批評を掲載した。村上はベジャールのこれまでのバレエを毛嫌いしていたことを告白しつつ、『ザ・カブキ』を高く評価し「忠臣蔵」を深いレベルまで読み込んで新しい作品を作り出したベジャールに敬意を表している。
1980年代半ばの「忠臣蔵ブーム」の火付け役となったの丸谷才一も『ザ・カブキ』の初演を会場前列で鑑賞し、その後フランス文学者諏訪正との対談の中で同作品について語っている。丸谷と諏訪は、プロローグにおける「日の丸」の演出に対する違和感を示しつつも、ベジャールが直感的につかんだ「忠臣蔵」の本質が、偶然にも丸谷が提唱する考え方とほぼ一致していると結論づけている。

## 五大オペラハウスへ
日本での公演の後、東京バレエ団は8月25日から約2ヶ月半をかけてヨーロッパの9カ国19都市を回るツアー（「第9次海外公演」）を行った。プログラムは『ザ・カブキ』全幕（Aプロ）と『レ・シルフィード』、『シンフォニー・イン・Ｄ』などのミックスプロ（Bプロ）の2種類で、全52公演のうち31公演でAプロを上演することになっていた。ダンサー、スタッフを合わせて110人、総費用7億円という大がかりなツアーとなった。
このツアーにおいてAプロの『ザ・カブキ』は、イギリスのロイヤル・オペラ・ハウス、イタリアのミラノ・スカラ座、ドイツのベルリン・ドイツ・オペラ、オーストリアのウィーン国立歌劇場、フランスのパリ・オペラ座といった、ヨーロッパの伝統と格式を誇る大劇場でもお披露目された。
このうちパリ・オペラ座については、当時は20数年間にわたりフランス以外の団体の上演を認めて来なかったため予定には入っていなかった。しかし佐々木と前オペラ座総裁のマッシモ・ボジャンキーノが旧知の間柄であったことから、そのつてによりフランス文化省と契約する形で2日間の公演を実現することに成功した。
なお、オペラ座での公演が決まるとチケットは売り切れ、新聞『フィガロ紙』などは2日間しか公演を行わないことを閉鎖的であるとしてオペラ座を批判したため、2週間のロングラン公演を2年後に行うことが決まった。
海外公演での『ザ・カブキ』に対する反応は、ロンドンの初日やウィーンでこそ冷やかなものであったが、ロンドンでも最終日にまずまず受け、ミラノやベルリン、パリでは大いに受けた。特にこのツアー最大の山場であるパリ・オペラ座では第1幕の塩冶判官の切腹シーンで割れんばかりの拍手と「ブラヴォー」がかかり、討ち入りの場面で塩冶浪人たちが整列すると大きな拍手、終幕後はブラヴォーと拍手の渦となった。バレエ批評家のジルベルト・クールナンは"Triomphe!"（「大勝利！」）と思わず叫び、佐々木の隣で鑑賞していたオペラ座学校の校長クロード・ベッシーも涙で眼を腫らしながらブラヴォーを送った。幕が閉じても手拍子が15分間も続き、幕の後ろでは、ベジャールを含めたスタッフ・キャストがオペラ座での大成功を泣きながら喜びあったという。
オペラ座初日の終演後、舞台の上ではセルジュ・リファールから佐々木に「ディアギレフ賞」が、パリ舞踊大学から主演のエリック・ヴ・アンに「ニジンスキー賞」が贈呈された。
なお、ツアーから帰国後まもない11月3日には、日仏文化の交流に多大な貢献があったとして、日本政府からベジャールに勲三等旭日中綬賞が贈られた。
翌1987年2月27日、28日には東京文化会館で凱旋公演が行われた。それに先立ち、朝日新聞は2月26日付け夕刊でヨーロッパツアーの様子を紹介し、すでにパリ、ベルリン、ポーランドから再演の申し込みが相次いでいるという「成果」を紹介した。一方、『ザ･カブキ』の成功について、演劇評論家藤田洋の次のようなコメントを紹介している。
| 日                                                                                    | 月                            | 火                                | 水                                | 木                            | 金                               | 土                              |
| ------------------------------------------------------------------------------------- | ----------------------------- | --------------------------------- | --------------------------------- | ----------------------------- | -------------------------------- | ------------------------------- |
| 8/24                                                                                  | 8/25 サンタンデール B（mix）  | 8/26 サンタンデール B（mix）      | 8/27 ｻﾝ･ｾﾊﾞｽﾃｨｱﾝ B（mix）         | 8/28 ｻﾝ･ｾﾊﾞｽﾃｨｱﾝ B（mix）     | 8/29                             | 8/30                            |
| 8/31                                                                                  | 9/ 1 ロンドン A ザ・カブキ    | 9/ 2 ロンドン A ザ・カブキ        | 9/ 3 ロンドン A ザ・カブキ        | 9/ 4 ロンドン B（mix）        | 9/ 5 ロンドン B（mix）           | 9/ 6 ロンドン A ザ・カブキ*2    |
| 9/ 7                                                                                  | 9/ 8                          | 9/ 9 ミラノ A ザ・カブキ          | 9/10 ミラノ A ザ・カブキ          | 9/11 ミラノ B（mix）          | 9/12 ミラノ B（mix）             | 9/13 ミラノ A ザ・カブキ        |
| 9/14 ミラノ A ザ・カブキ                                                              | 9/15                          | 9/16                              | 9/17                              | 9/18 カリャリ A ザ・カブキ    | 9/19 カリャリ A ザ・カブキ       | 9/20 カリャリ B（mix）          |
| 9/21 カリャリ B（mix）                                                                | 9/22                          | 9/23                              | 9/24 ｼｭﾄｩｯﾄｩｶﾞﾙﾄ A ザ・カブキ     | 9/25 ｼｭﾄｩｯﾄｩｶﾞﾙﾄ A ザ・カブキ | 9/26                             | 9/27 トリノ A ザ・カブキ        |
| 9/28 トリノ A ザ・カブキ                                                              | 9/29 トリノ B（mix）          | 9/30                              | 10/ 1 ベルリン A ザ・カブキ       | 10/ 2 ベルリン A ザ・カブキ   | 10/ 3 ベルリン A ザ・カブキ      | 10/ 4                           |
| 10/ 5 ウィーン B（mix）*2                                                             | 10/ 6 ウィーン A ザ・カブキ   | 10/ 7                             | 10/ 8 ブラティスラバ A ザ・カブキ | 10/ 9 ブラティスラバ B（mix） | 10/10 ブルノ A ザ・カブキ        | 10/11                           |
| 10/12 プラハ A ザ・カブキ                                                             | 10/13 プラハ B（mix）         | 10/14                             | 10/15                             | 10/16                         | 10/17 パリ A ザ・カブキ          | 10/18 パリ A ザ・カブキ*2       |
| 10/19                                                                                 | 10/20 パリ B（mix）           | 10/21 パリ B（mix）               | 10/22 パリ B（mix）               | 10/23                         | 10/24 ブリュッセル A ザ・カブキ  | 10/25 ブリュッセル A ザ・カブキ |
| 10/26 ブリュッセル A ザ・カブキ                                                       | 10/27 フランクフルト B（mix） | 10/28 ルクセンブルク A ザ・カブキ | 10/29 ルクセンブルク A ザ・カブキ | 10/30 ﾙｰﾄｳﾞｨﾋｽﾊｰﾌｪﾝ B（mix）  | 10/31 ﾙｰﾄｳﾞｨﾋｽﾊｰﾌｪﾝ A ザ・カブキ | 11/ 1 ノイス B（mix）           |
| ※スペインでは『ザ・カブキ』の抜粋を上演している。 「*2」は昼夜2回公演を意味している。 |                               |                                   |                                   |                               |                                  |                                 |

## その後の『ザ・カブキ』
『ザ・カブキ』は東京バレエ団専用のレパートリーとして定着し、初演の後も日本国内及び国外で再演が繰り返されており、2010年7月11日にミラノ･スカラ座で行われた公演を収録した映像はDVDとして新書館から発売されている。
一方、ベジャールは東京バレエ団のために三島由紀夫を題材としたバレエ『M』を作り、このバレエは1993年、同団によって初演された。その公演終了後のパーティーの席上で、ベジャールは東京バレエ団に対し自身の代表作『春の祭典』『ボレロ』を上演する特権を与えた。
ベジャールは2004年には同団の名誉芸術顧問に就任したが、その3年後 2007年にこの世を去った。また、『ザ・カブキ』の立役者である「日本のディアギレフ」こと佐々木も2016年にこの世を去った。東京バレエ団はそれぞれ2008年、2016年に彼らのための追悼公演を行い、そのいずれにおいても『ザ・カブキ』を上演した。

## 音楽について
黛のバレエ音楽については、前述のとおり電子音楽、ロック、邦楽、管弦楽、さらには旧作『涅槃交響曲』を組み合わせたものであるが、全体的には前衛的な様式からは脱却した旋律的な音楽になっている。また、初演を聴いたフランソワ・ヴェイエルガンスも、「ハリウッドふうの曲で、このバレエがテレビ放映されるときの一助になるだろう」と『ル・モンド』紙上で評している。
最終場面で使われる『涅槃交響曲』の終楽章は、男声コーラスによる天台声明（てんだいしょうみょう）「一心敬礼」に基づく旋律が梵鐘の響きを模した管弦楽を伴って繰り返されてクライマックスに達した後、「永遠の涅槃に到達したことを象徴しながら」静かに終わるという曲であり、佐々木はこの曲を使ったことで「幕切れがうまく締まった」と述べており、ベジャールも次のように語っている。
黛のバレエ音楽の抜粋は日本コロムビアにより1988年にCD化されている。演奏者は初演時と同じであり、収録曲は以下のとおり。
- 1．プロローグ
- 2．兜改めの場
- 3．お軽と勘平
- 4．松の廊下
- 5．道行
- 6．判官切腹の場
- 7．由良之助の決意
- 8．一力茶屋の場
- 9．討入りの場